# Alcyonacea
Alcyonacea é uma ordem de cnidários coloniais sésseis que são encontrados em todos os oceanos do mundo, especialmente no mar profundo, águas polares, trópicos e subtrópicos. Embora não em um sentido taxonômico estrito, os Alcyonacea são comumente conhecidos como corais moles. O termo "coral mole" geralmente se aplica a organismos das duas ordens Pennatulacea e Alcyonacea com seus pólipos embutidos em uma massa carnuda de tecido cenenquimal.  Consequentemente, o termo "coral gorgoniano" é comumente atribuído a várias espécies da ordem Alcyonacea que produzem um eixo esquelético mineralizado (ou camada axial) composto apenas de calcita e do material proteico gorgonina e corresponde a apenas uma das várias famílias dentro do táxon formalmente aceito Gorgoniidae (Scleractinia). Estes podem ser encontrados na ordem Malacalcyonacea (sinônimos taxonômicos de incluem (não aceito): Alcyoniina, Holaxonia, Protoalcyonaria, Scleraxonia e Stolonifera.
Nomes comuns para subconjuntos desta ordem são leques do mar e chicotes do mar; outros são semelhantes aos currais marinhos de ordem relacionada Pennatulacea. Pólipos minúsculos individuais formam colônias que normalmente são eretas, achatadas, ramificadas e lembram um leque. Outros podem ser semelhantes a chicotes, espessos ou até incrustantes.  Uma colônia pode ter vários metros de altura e diâmetro, mas apenas alguns centímetros de espessura. Eles podem ser de cores vivas, geralmente roxos, vermelhos ou amarelos. Gorgônias fotossintéticas podem ser mantidas com sucesso em aquários em cativeiro.
Cerca de 500 espécies diferentes de gorgônias são encontradas nos oceanos do mundo, mas são particularmente abundantes nas águas rasas do Atlântico Ocidental, incluindo Flórida, Bermudas e Índias Ocidentais.